# Randy Edelman
Randy Edelman (Paterson, New Jersey, 10 de junho de 1947) é um compositor estadunidense.

## Carreira
Amigo e colaborador de Ivan Reitman, Edelman fez a parceria com ele de 1988 a 1998: Gémeos (Twins) (1988) (o primeiro filme da parceria Edelman e Reitman), juntamente com o lendário compositor francês Georges Delerue, Os Caça-Fantasmas II (Ghostbusters II) (1989), Um Polícia no Jardim Escola (Kindergarten Cop) (1990) e Seis Dias, Sete Noites (Six Days, Seven Nights) (1998) (o último filme da parceria Edelman e Reitman).